# Сатурн-2 (футбольный клуб, 1999)
«Сату́рн-2» (Московская область) — российский футбольный клуб из Раменского, существовавший в 1999—2000 годах.
Играл в зоне «Запад» второго дивизиона, являлся фарм-клубом (дублирующим составом) раменского «Сатурна», выступавшего в высшем дивизионе и представлявшего Московскую область.

## История
В сезоне 1999 года фактически дублем «Сатурна» являлся подольский «Витязь», вторая команда которого в том году выступала в Первенстве любительских футбольных клубов.
В 1999 году домашние матчи команда проводила в Раменском и Климовске (на стадионе «Весна»), в 2000 году — в Рыболово, на стадионе колхоза «Борец» им. П. Ажиркова, и Люберцах, на стадионе «Торпедо» (три первых матча).
С 2001 года «Сатурн»-2 был преобразован в команду, которая стала выступать в образованном турнире дублёров РФПЛ, а потом — молодёжном первенстве («Сатурн»-д/«Сатурн-REN TV»-д и «Сатурн»-мол. соответственно).

## Статистика выступлений
| Год  | Турнир                        | Место    | И  | В  | Н  | П  | Мячи  | О  | Главный тренер   | Бомбардир                                 |
| ---- | ----------------------------- | -------- | -- | -- | -- | -- | ----- | -- | ---------------- | ----------------------------------------- |
| 1999 | Второй дивизион, зона «Запад» | из 20    | 38 | 19 | 11 | 8  | 49-32 | 68 | Виктор Ноздрин   | Олег Глебов, Рамиз Мустафаев — по 8 мячей |
| 2000 | Второй дивизион, зона «Запад» | 18 из 19 | 36 | 9  | 5  | 22 | 35-59 | 32 | Алексей Беленков | Александр Катасонов — 6 мячей             |

Самая крупная победа: «Сатурн»-2 — «Спартак» (Кострома) — 4:1, 31 августа 2000 года
Самое крупное поражение: «Спартак»-2 (Москва) — «Сатурн»-2 — 6:1, 20 октября 2000 года

## Другой «Сатурн-2»
В 2004 году фарм-клубом раменского «Сатурна», представлявшего Московскую область, стал клуб второго дивизиона «Сатурн» Егорьевск (ранее носивший название «Космос» и представлявший также Электросталь и Долгопрудный), в 2008 году он стал называться «Сатурн-2», некоторое время базировался также в Жуковском, а с начала 2010-х годов стал представлять Раменское.
Комментарий
1. ↑  Встречался также вариант с иным расположением кавычек, например, в еженедельнике «Футбол» — «Сатурн»-2.
2. ↑  По данным сайта Wildstat.ru в 1999 году все домашние матчи были сыграны в Климовске, по данным сайта Footballfacts.ru часть матчей прошла в Климовске, а часть — в Раменском.